# Mona Keijzer

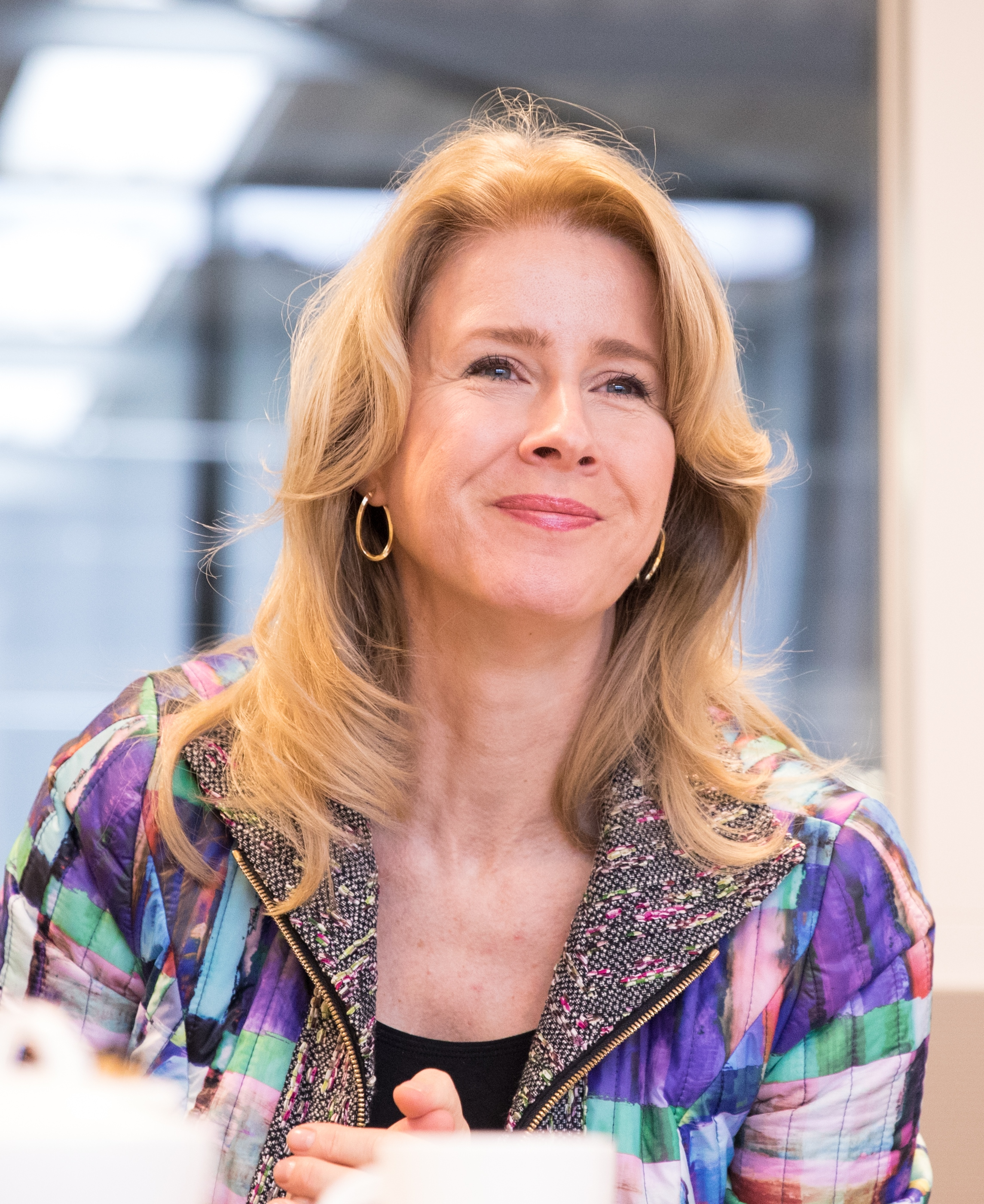
Mona Keijzer (2017)

Maria Cornelia Gezina (Mona) Keijzer (* 9. Oktober 1968 in Edam) ist eine niederländische Politikerin (seit 2023 BoerBurgerBeweging (BBB), zuvor von 1989 bis 2023 Christen-Democratisch Appèl (CDA)). Im Kabinett Schoof ist sie seit Juli 2024 stellvertretende Ministerpräsidentin und Ministerin für Wohnungswesen und Raumplanung. Von 2017 bis 2021 war sie Staatssekretärin für Wirtschaft und Klima im Kabinett Rutte III.

## Laufbahn
Keijzer absolvierte 1992 ein Studium der juristischen Verwaltungswissenschaft an der Universiteit van Amsterdam. 1997 absolvierte sie ein Studium des niederländischen Rechts an derselben Universität.
Ihre Laufbahn begann Keijzer im Januar 1991 als Rechtsreferentin bei der Gemeinde Waterland. Von 1993 bis 1994 war sie Managementtrainee an der Universität Leiden. Anschließend bekleidete sie juristische Funktionen bei der Umweltaufsichtsbehörde der Provinz Gelderland und der Stadt Almere.
Von 1994 bis 1998 saß sie für die christdemokratische Partei CDA im Gemeinderat von Waterland, die letzten beiden Jahre als Fraktionsvorsitzende. 1998 wurde Keijzer Dezernentin sowie stellvertretende Bürgermeisterin der Gemeinde Waterland. 2006 trat sie als Rechtsanwältin  und Mediatorin eine Stelle bei der Rechtsanwalts- und Notarkanzlei Abma Schreurs Advocaten en Notarissen in Purmerend an. 2007 wurde sie Dezernentin in Purmerend.
Keijzer gehörte dem Strategierat des CDA, der 2012 Vorschläge für einen neuen Kurs der Partei in den kommenden 10 bis 15 Jahren vorlegte, und dem Vorstand des CDA Nordholland an und war Vorsitzende der überregionalen CDA-Parteikommission für die Kommunalwahlen 2010 (und zuvor stellvertretende Vorsitzende derselben Kommission für die Kommunalwahlen 2002).
Von 2012 bis 2017 und 2021 saß sie für den CDA im Abgeordnetenhaus, wo sie zunächst für Fragen der Langzeitpflege (Senioren und Menschen mit Behinderung) zuständig und später als Fraktionssprecherin für stationäre Pflege sowie Asyl-, Zuwanderungs- und Integrationspolitik tätig war.
Am 26. Oktober 2017 wurde Keijzer zur Staatssekretärin für Wirtschaft und Klima im dritten Kabinett Rutte ernannt. Am 25. September 2021 wurde sie wegen ihrer offenen Kritik am Corona-Pass fristlos entlassen. Wirtschaftsminister Stef Blok übernahm ihre Aufgaben.
Am 1. September 2023 trat Keijzer der BoerBurgerBeweging bei. Es wurde bekannt gegeben, dass sie bei den Wahlen im November 2023 als Kandidatin der Partei auf Platz zwei und als BBB-Kandidatin für das Amt des Ministerpräsidenten antreten würde. Im Kabinett Schoof ist sie seit Juli 2024 stellvertretende Ministerpräsidentin und Ministerin für Wohnungswesen und Raumplanung.

## Privates
Keijzer ist verheiratet und hat fünf Kinder.